# Wackestone

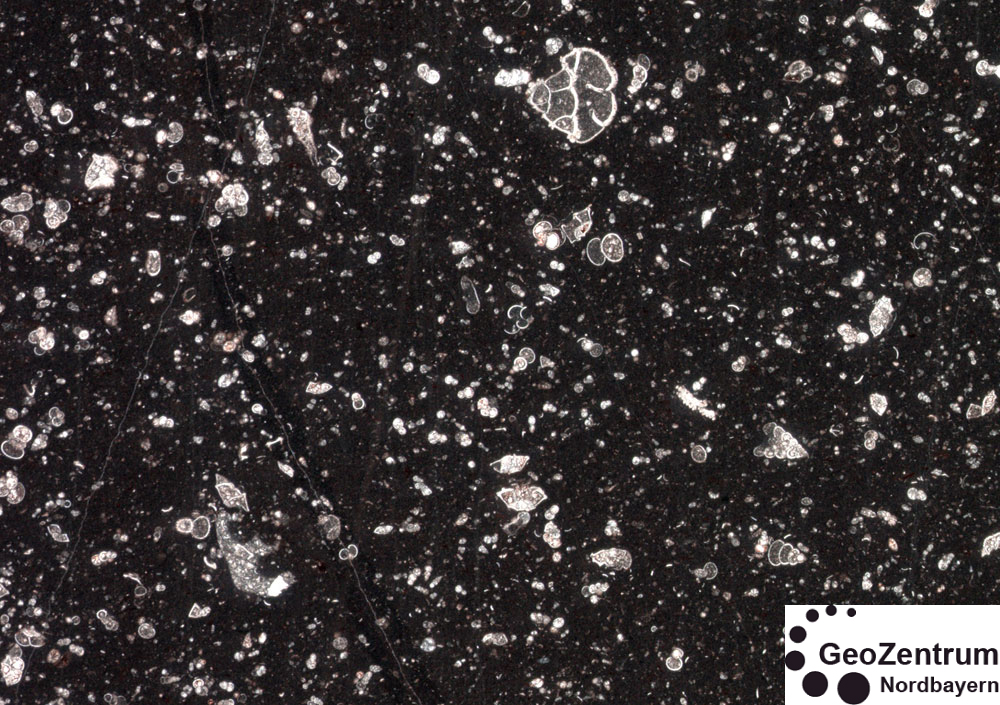
Wackestone onder een polarisatiemicroscoop. De breedte van de afbeelding is ongeveer 10 mm. De klasten zijn kalkfragmenten, veel herkenbaar als skeletjes van kleine mariene organismes. De matrix is in de dunne doorsnede donkergekleurde kalkmodder.

Wackestone is een onderverdeling van carbonaatgesteente (zoals kalksteen of dolosteen) volgens de indeling van Dunham. Het volume van een wackestone bestaat voor meer dan 10% uit klasten, maar de klasten zijn niet dragend: ze rusten niet op elkaar. Wackestone is daarmee vergelijkbaar met wacke, maar bestaat in plaats van overwegend uit siliciklastische componenten uit carbonaten.

## Beschrijving
De klasten in wackestone zijn kalkfragmenten, skeletjes van organismes, carbonaatkristallen, of ronde concreties zoals oöides. In hypersalien water, zoals in poelen bij lagunes in warme klimaten, vormt soms wackestone met kristallen van calciet, steenzout of dolomiet.
Als de klasten van een gesteente dragend zijn, spreekt Dunham van een packstone. Bestaat minder dan 10% van het gesteente uit klasten, dan is het een mudstone. In latere uitbreidingen van Dunhams indeling is een gesteente met dezelfde percentages klasten en matrix maar ten minste 10% klasten groter dan 2 mm een floatstone.

## Ontstaan
Wackestone ontstaat in kalkrijk zeewater onder laag-energetische omstandigheden: het water stroomde hooguit zwak. Zulke omstandigheden komen in uiteenlopende afzettingsmilieus en facies voor. Het is daarom niet goed mogelijk een conclusie te trekken over de omstandigheden bij de vorming, alleen op grond van de classificatie als wackestone.
Een wackestone kan bijvoorbeeld vormen aan de voet van een onderzeese helling, waarbij grotere fragmenten over de helling naar beneden rolden waar ze in kalmer water en een matrix van kalkmodder terecht kwamen. Dit kalme water verklaart de verder fijnkorrelige matrix. Andere plekken waar wackestone kan vormen is het achterrif van koraalriffen, kalme lagunes of getijdenpoelen. Op zulke plekken zorgt het getijde voor net genoeg stroming om grotere klasten aan te voeren, maar het sediment is overwegend fijner. Dit type wackestone is vaak duidelijk gelaagd door de cyclische aard van het getijde. 
In zeer ondiep water, zoals vlakbij de kust, op omrande platforms, of op een wad, kan wackestone of floatstone ontstaan waarvan de klasten uit hele organismes bestaan. In dergelijk gesteente is van de sedimentaire gelaagdheid vaak door sterke bioturbatie weinig overgebleven.